# Бруховичи
Бруховичи (укр. Бруховичі) — село в Голобской поселковой общине Ковельского района Волынской области Украины.
Код КОАТУУ — 0722155301. Население по переписи 2001 года составляет 392 человека. Почтовый индекс — 45073. Телефонный код — 3352. Занимает площадь 0,09 км².